# Ядвіга Ягеллонка (курфюрстіна Бранденбурзька)
Ядвіга Ягеллонка (пол. Jadwiga Jagiellonka, лит. Jadvyga Jogailaitė, також Ядвіга Польська; 15 березня 1513 — 7 лютого 1573) — польська королівна та литовська княжна з династії Ягеллонів, донька короля Польщі Сигізмунда I та угорської шляхтянки Барбари Запольської, дружина курфюрста Бранденбурзького Йоакіма II Гектора.

## Біографія

### Ранні роки
ЯдвігаЯгеллонка народилась 15 березня 1513 року у Познані в домі місцевого єпископа Яна з Любранця. Вона стала первістком в родині короля Польщі та великого князя Литви Сигізмунда I та його першої дружини Барбари Запольської, з'явившись на світ за рік після їхнього весілля. Охрестили новонароджену 19 березня, хрещеними батьками стали воєвода Познані Миколай Любранський з дружиною Ядвігою. За здоров'ям матері дівчинки в цей час слідкував королівський лікар Лукаш Носковський. Єпископ підніс королеві з приводу народження доньки коштовні подарунки, у тому числі золоті та срібні вази.
За два роки Барбара Запольська померла від пологової гарячки, народивши доньку Анну. Вихованням дівчаток надалі займались каштелян Миколай Піотровський, Зофія Шидловецька, Елжбета Зборовська та Анна Шидловецька. Жили обидві принцеси у «Домі королевен» у Вавелі. Відомостей про освіту Ядвіги не збереглося. При дворі дівчинка носила прізвисько «reginula».
Батько невдовзі одружився з італійкою Боною Сфорца, від якої мав згодом шістьох дітей.

### Шлюбне життя
У 1519 році Сигізмунд Старий представляв свого малолітнього племінника, короля Чехії Людвіка II, на колегії курфюрстів у Франкфурті, де обирали імператора Священної Римської імперії. Він запропонував Карлу Габсбургу свій голос в обмін на шлюб своєї доньки Ядвіги з його молодшим братом Фердинандом. До заручин не дійшло через супротив Габсбургів.
Три роки потому Карл Габсбург, якого таки обрали імператором, запропонував ідею шлюбу між Ядвігою та спадкоємцем саксонського престолу Йоганном Фрідріхом. Після краху проекту, він висунув кандидатуру маркіза Мантуї Фредеріка II Ґонзаґи.

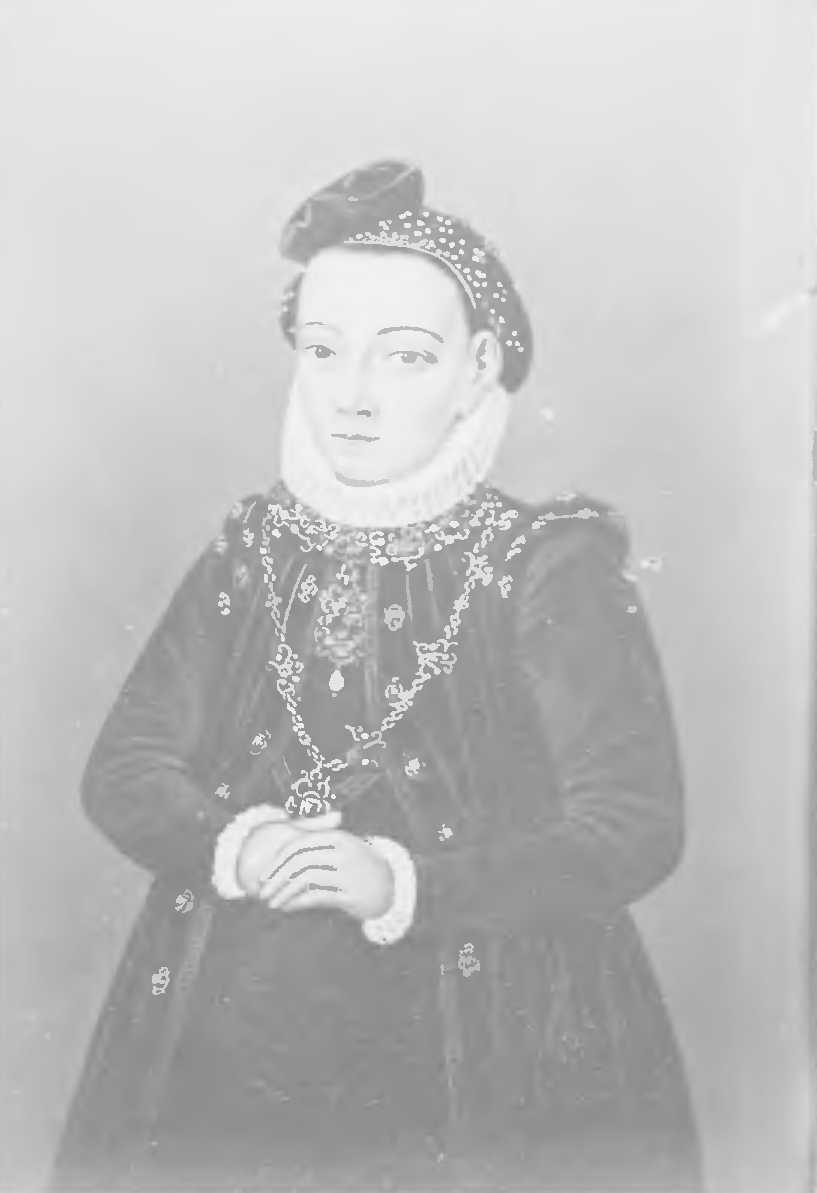
Ядвіга Ягеллонка

У 1523 році курфюрст Бранденбургу Йоакім I Нестор зробив пропозицію одружити Ядвігу з кимось із своїх синів. Цей варіант отримав підтримку магістра Тевтонського ордену Альбрехта Гогенцоллерна та канцлера Кшиштофа Шидловеєцького.
У березні того ж року почалися розмови про видання Ядвіги за князя мазовецького Станіслава з династії П'ястів, який в той час навідав Краків. Однак, у серпні 1524 року князь помер.
Ще перед цим, у липні 1524 Папа Римський Климент VII знову запропонував у чоловіки принцесі Фредеріко Гонзага, але Сигізмунд йому відмовив. Того ж року король Франції Франциск I висунув ідею шлюбного союзу польської королівни та короля Шотландії Якова V.
Коли ж Станіслав П'яст помер, польський двір виступив за весілля Ядвіги із його молодшим братом Янушем. Королева Бона Сфорца підтримувала ідею союзу із мазовецькими принцами. Однак Януш пішов з життя у березні 1526 року. Перед цим поляки ще раз відмовили Фредеріко Гонзага та Франческо Сфорца.
У 1526 році руки Ядвіги невдало просив єпископ Йоганнес Магнус для свого володаря, короля Швеції Густава I Вази. Шведський монарх мав намір вступити у шлюб з католицькою принцесою, щоб пом'якшити релігійні реформи, які проводив в королівстві. Сигізмунд відмовив йому через чутки про напружені відносини із католицькою церквою. Тоді ж, вцарювавшись на угорському троні, Януш Заполья, який доводився Ядвізі дядьком, висунув проект шлюбу племінниці із самим королем Франції Франциском I. Сигізмунд підтримав цю ідею та двічі відмовив баварському князю Людвігу X у 1527 та 1528 роках. Принцесу в той час шведський архієпископ Олаф Магнус змальовував як «дуже красиву, мудру дівчину».
У 1529 році Кшиштоф Шидловецький та Ян Тарновський запропонували португальському послу Даміану ді Гойшу шлюб Ядвіги із братом короля Жуана III Луїшем. Але Габсбурги все ж були занепокоєні можливим шлюбом королівни із Людвігом Баварським, тож виснули 18 квітня 1531 кандидатом на її руку Фрідріха Віттельсбаха, молодшого брата курфюрста Пфальца Людвіга. Але, оскільки курфюрст затримався з переговорами, цей союз також залишився не реалізованим.
У 1534 році здобути руку Ядвіги вирішив вдовіючий Йоакім Гектор, син курфюрста Бранденбургу. Для цього він послав до Польщі єпископа Лебусу Георга фон Блюменталя. Тлумачем послів був Йодокус Вілліх. Альбрехт Гогенцоллерн знову підтримав його кандидатуру. Гогенцоллерни загалом покладали на цей союз багато надій, оскільки Ядвігабула племінницею короля Угорщини та його єдиною спадкоємицею. Можливий союз схвалив і єпископ перемиський Ян Хоєньський. Переговори велися у таємниці від мачухи дівчини Бони Сфорца, оскільки та виступала проти Гогенцоллернів.
21 березня 1535 року у Вільні був підписаний шлюбний договір представниками короля Сигізмунда та бранденбурзькими послами. 10 червня прийшлов дозвіл на вінчання від Папи Римського, оскільки перша дружина Йоакіма Гектора була кузиною Ядвіги. За місяць батько нареченого помер, і той успадкував престол Бранденбургу. Весілля відкладати не стали. Вінчання відбулося за одними джерелами 29 серпня, за іншими — 1 вересня у Кракові. Церемонію провів краківський єпископ Петро Томіцький. Нареченій на момент весілля виповнилося 22 роки, нареченому було 30. Від першого шлюбу у нього залишилося троє малолітніх дітей. Під час весільних свят, 9 вересня, Йоакім Гектор відписав дружині частину земель як посаг, у тому числі, графство Руппін, міста Старий Руппін та Нойруппін. Було оговорено, що Ядвізі буде дозволено привезти до Бранденбургу польського священика та завжди бути вільною у здійсненні католицьких молитов.

Однак, шлюб не задовільняв матір нареченого, Єлизавету Данську, яка була щирою реформаткою. Католицькі служби нова курфюрстіна слухала у приватній каплиці. Свекруху також дратувало те, що Ядвігане знала німецької. Тож розбіжності між подружжям виникали з самого початку спільного життя.

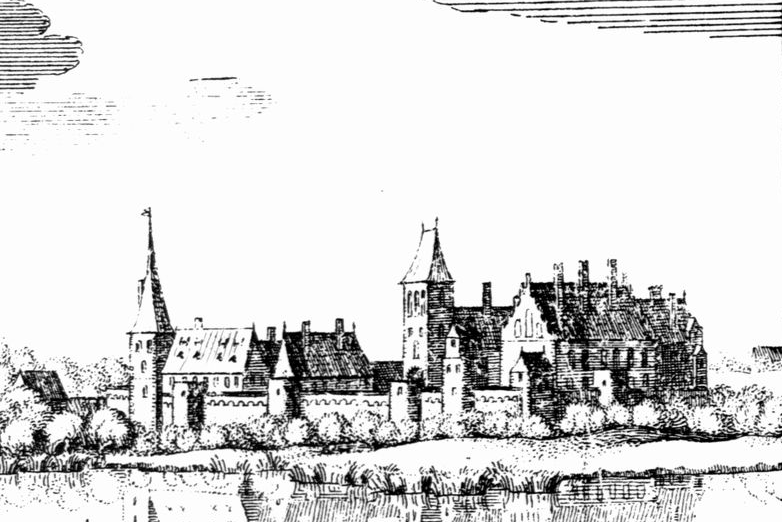
Замок Руппін — остання резиденція Ядвіги

У 1539 курфюрстіна була присутньою на весілля дядька Януша Запольяї з її зведеною сестрою Ізабеллою Ягеллонкою. Ядвіга супроводжувала чоловіка на засідання імператорського сейму: у 1541 році в Регенсбурзі та у 1547-му — в Аугсбурзі.
7 січня 1551 року у замку Гримніц із подружжям трапився нещасний випадок: під ними провалилася підлога. Йоакім в останню мить встиг вхопитися за балку. Ядвігаж з того часу пересувалася за допомогою милиць. Курфюрст відтоді остаточно віддалився від дружини та завів численних коханок. Він помер 3 січня 1571 року. Ядвігапісля цього жила у Келльні під Берліном. 30 січня 1572, у зв'язку з ремонтними роботами, вона перебралася до свого замку Руппін.
Курфюрстіна пережила чоловіка на два роки і пішла з життя 7 лютого 1573 у Нойруппіні. Похована у Кельні.

## Родина

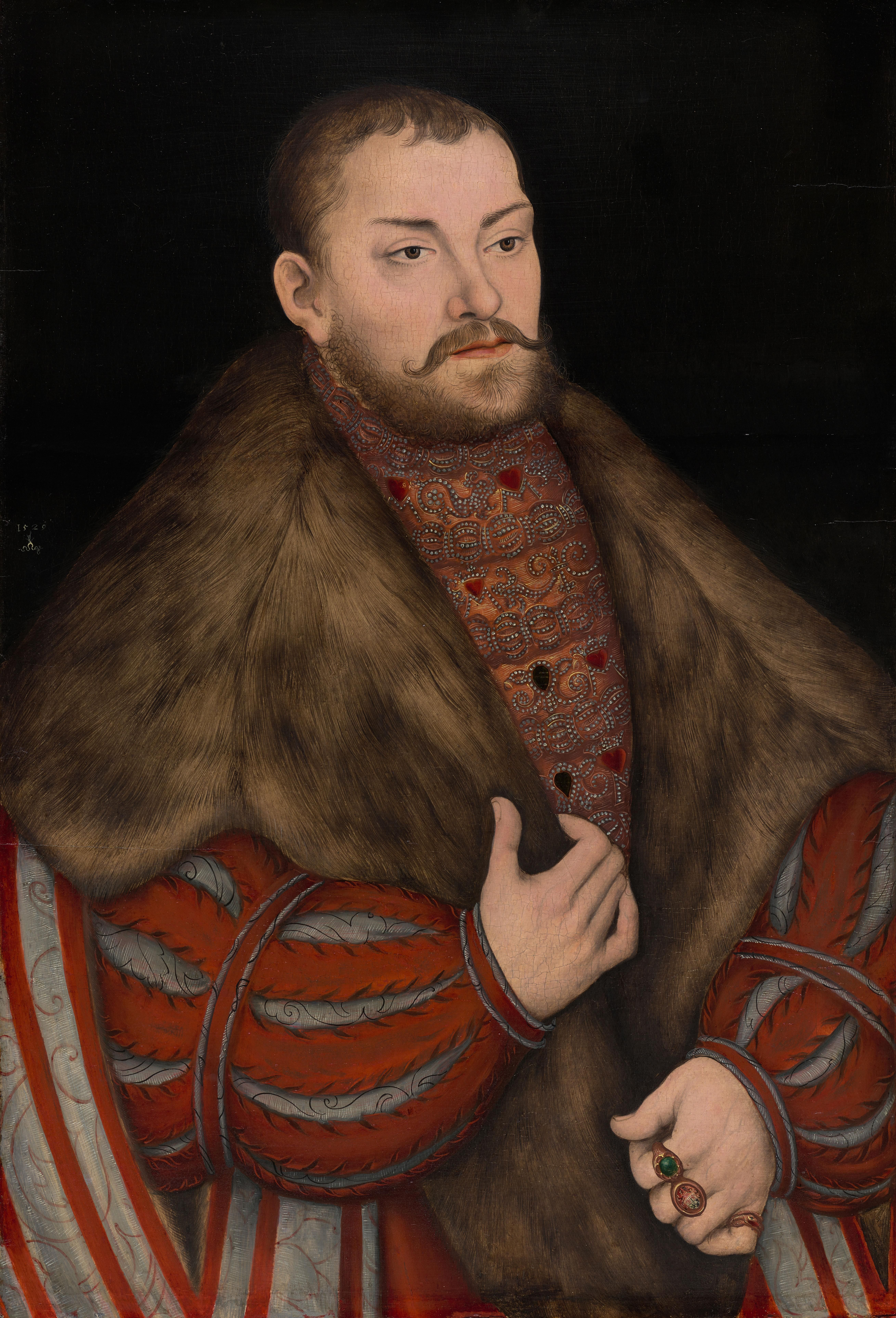
Портрет Йоакіма Гектора пензля Лукаса Кранаха-Старшого

Чоловік — Йоакім Гектор, курфюрст Бранденбурзький
Діти:
- Єлизавета Магдалена (1537—1595) — три місяці була дружиною герцога Брауншвейга-Люнебурга Франца Отто, дітей не мала;
- Сигізмунд (1538—1566) — єпикоп Магдебургу та Хальберштадту, одруженим не був, дітей не мав;
- Ядвіга (1540—1602) — дружина герцога Брауншвейг-Вольфенбюттеля Юліуса, мала одинадцятеро дітей;
- Софія (1541—1564) — дружина владаржа Рожмберкского дома Віллема, дітей не мала;
- Йоакім (1543—1544) — прожив кілька місяців.

## У мистецтві
- Ядвігає однією з персоналій, зображених на картині Яна Матейко «Пруська данина».
- Є персонажем двох епізодів польського серіалу «Королева Бона», де її роль виконала Барбара Бурштинович.[6]